# Radovets
Radovets (bulgariska: Радовец) är ett distrikt i Bulgarien.   Det ligger i kommunen Obsjtina Topolovgrad och regionen Chaskovo, i den sydöstra delen av landet, 280 km öster om huvudstaden Sofia.
Trakten runt Radovets består till största delen av jordbruksmark. Runt Radovets är det ganska tätbefolkat, med 54 invånare per kvadratkilometer.